# Echidnodella polyalthiae
Echidnodella polyalthiae är en svampart som beskrevs av Hosag. 2004. Echidnodella polyalthiae ingår i släktet Echidnodella och familjen Asterinaceae.   Inga underarter finns listade i Catalogue of Life.